# Halowe Mistrzostwa Polski Seniorów w Lekkoatletyce 1995
36. Halowe Mistrzostwa Polski Seniorów w Lekkoatletyce – zawody sportowe, które rozegrano 25 i 26 lutego 1995 w Spale, w hali Ośrodka Przygotowań Olimpijskich.
Mistrzostwa w wielobojach zostały rozegrane w tym samym miejscu, lecz o tydzień wcześniej (18 i 19 lutego 1995). Wyniki w tych konkurencjach podane są łącznie z innymi w tabeli poniżej. Nie rozegrano mistrzostw w chodzie sportowym.

## Rezultaty

### Mężczyźni
| Konkurencja:              | 1. miejsce                                | Rezultat | 2. miejsce                              | Rezultat | 3. miejsce                                                          | Rezultat |
| Bieg na 60 m              | Marek Zalewski Start-Resursa Zduńska Wola | 6,69     | Tomasz Pokora Orzeł Namysłów            | 6,81     | Grzegorz Miękiński AZS AWF Katowice                                 | 6,84     |
| Bieg na 200 m             | Robert Maćkowiak Śląsk Wrocław            | 21,61    | Tomasz Pokora Orzeł Namysłów            | 21,98    | Piotr Tymko Skra Warszawa                                           | 22,15    |
| Bieg na 400 m             | Tomasz Czubak Gryf Słupsk                 | 47,97    | Paweł Januszewski Skra Warszawa         | 47,97    | Sylwester Węgrzyn Śląsk Wrocław                                     | 48,26    |
| Bieg na 800 m             | Wiesław Paradowski Lubusz Słubice         | 1:52,0   | Ryszard Ostrowski Sporting Międzyzdroje | 1:52,1   | Andrzej Zahorski AZS AWF Wrocław                                    | 1:52,1   |
| Bieg na 1500 m            | Piotr Rostkowski Gwardia Olsztyn          | 3:50,74  | Michał Bartoszak Olimpia Poznań         | 3:51,06  | Robert Szych Budowlani Szczecin                                     | 3:51,25  |
| Bieg na 3000 m            | Waldemar Lisicki Flota Gdynia             | 8:14,49  | Piotr Rostkowski Gwardia Olsztyn        | 8:17,40  | Rafał Wójcik STS Skarżysko-Kamienna                                 | 8:18,55  |
| Bieg na 60 m przez płotki | Artur Kohutek Zawisza Bydgoszcz           | 7,75     | Ronald Mehlich AZS AWF Katowice         | 7,83     | Krzysztof Mehlich AZS AWF Katowice                                  | 7,88     |
| Skok wzwyż                | Jarosław Kotewicz Ziemia Iławska          | 2,28     | Przemysław Radkiewicz Skra Warszawa     | 2,20     | Michał Majchrowicz Gwardia Olsztyn                                  | 2,17     |
| Skok o tyczce             | Krzysztof Kusiak Lechia Gdańsk            | 5,40     | Adam Kolasa Bałtyk Gdynia               | 5,30     | Andrzej Gawenda Orzeł Warszawa Tomasz Leszczyński Zawisza Bydgoszcz | 5,20     |
| Skok w dal                | Krzysztof Łuczak Piast Głogów             | 7,49     | Roman Golanowski Śląsk Wrocław          | 7,49     | Dariusz Bontruk Orzeł Warszawa                                      | 7,46     |
| Trójskok                  | Jacek Butkiewicz Pomorzanin Toruń         | 16,27    | Krystian Ciemała AZS AWF Biała Podlaska | 16,11    | Paweł Twardowski AZS AWF Kraków                                     | 15,89    |
| Pchnięcie kulą            | Helmut Krieger Unia Tarnów                | 17,90    | Adam Adamowski Śląsk Wrocław            | 17,50    | Piotr Perżyło Górnik Brzeszcze                                      | 17,28    |
| Siedmiobój                | Maciej Chmara Zawisza Bydgoszcz           | 5481     | Maciej Maćkowiak Śląsk Wrocław          | 5381     | Michał Modelski Lechia Gdańsk                                       | 5185     |

### Kobiety
| Konkurencja:              | 1. miejsce                            | Rezultat | 2. miejsce                                                                                | Rezultat | 3. miejsce                         | Rezultat |
| Bieg na 60 m              | Janina Bielewicz AZS AWF Kraków       | 7,61     | Marzena Pawlak Olimpia Poznań                                                             | 7,63     | Sylwia Pachut AZS AWF Katowice     | 7,67     |
| Bieg na 200 m             | Sylwia Pachut AZS AWF Katowice        | 24,72    | Izabela Czajko Jagiellonia Białystok                                                      | 24,91    | Dorota Krawczak Skra Warszawa      | 25,14    |
| Bieg na 400 m             | Monika Warnicka AZS AWF Wrocław       | 54,91    | Wioletta Wojtasik AZS AWF Warszawa                                                        | 56,75    | Sylwia Kwilińska AZS AWF Warszawa  | 56,77    |
| Bieg na 800 m             | Grażyna Penc AZS AWF Wrocław          | 2:07,05  | Anna Jakubczak Skra Warszawa                                                              | 2:07,41  | Magdalena Klammer Pomorzanin Toruń | 2:11,69  |
| Bieg na 1500 m            | Renata Sobiesiak Eris Piaseczno       | 4:23,0   | Anna Jakubczak Skra Warszawa                                                              | 4:24,1   | Ernestyna Kopeć Wawel Kraków       | 4:26,0   |
| Bieg na 60 m przez płotki | Urszula Włodarczyk AZS AWF Wrocław    | 8,2      | Jolanta Rusin AZS AWF Warszawa                                                            | 8,4      | Aleksandra Dereń AZS AWF Katowice  | 8,5      |
| Skok wzwyż                | Donata Wawrzyniak SKLA Sopot          | 1,84     | Beata Hołub AZS AWF Wrocław Bernadetta Lawrenz AZS AWF Gdańsk Lucyna Nowak AZS AWF Gdańsk | 1,81     |                                    |          |
| Skok w dal                | Agata Karczmarek Legia Warszawa       | 6,72     | Urszula Włodarczyk AZS AWF Wrocław                                                        | 6,17     | Joanna Kościelny AKS Chorzów       | 6,16     |
| Trójskok                  | Urszula Włodarczyk AZS AWF Wrocław    | 13,05    | Aneta Sadach Start Łódź                                                                   | 13,00    | Agnieszka Zambroń AZS AWF Wrocław  | 12,40    |
| Pchnięcie kulą            | Katarzyna Żakowicz Podlasie Białystok | 16,24    | Renata Tokarz AZS AWF Kraków                                                              | 15,02    | Urszula Włodarczyk AZS AWF Wrocław | 14,89    |
| Pięciobój                 | Urszula Włodarczyk AZS AWF Wrocław    | 4409     | Bożena Bogucka Śląsk Wrocław                                                              | 3893     | Katarzyna Dobija AZS AWF Kraków    | 3887     |